# Classe Alyay
La Classe Alyay (projet 160) connue aussi sous le nom de classe Altay est une classe de navire ravitailleur pétrolier de la marine russe. Il existe des navires similaire dans la marine marchande.

## Bâtiments
Ces petits pétroliers sont utilisés pour l'appui à la flotte militaire mais également pour le soutien à la flotte de pêche ou commerciale. 
Il y a 6 unités en service dans la marine russe :
- Egorlyk ou Yergorlik : entré en service en 1969 dans la Flotte du Pacifique, vendue en 1996
- Izhora : entré en service en 1970 dans la Flotte du Pacifique,
- Kola : entré en service en 1967 dans la Flotte du Nord
- Ilim : entré en service en 1971 dans la Flotte du Pacifique, transféré à la marine marchande
- Yel'nya : entrée en service en 1971 dans la Flotte de la Baltique
- Prut : entrée en service en 1972 dans la Flotte du Nord